# Sekhet
Sekhet est un terme féminin égyptien qui se traduit de façon générique par « prairie ».
Désignation habituelle en Égypte ancienne de la zone intermédiaire située entre les marécages et les terres cultivées et constituée d'une prairie humide ponctuée de bosquets de joncs.
Le hiéroglyphe déterminatif utilisé montre clairement trois joncs adultes alternant avec deux pousses, le tout posé sur une ligne de sol.
La représentation de la sekhet sert de décor aux plinthes des murs des temples où évoluent les dieux Nil androgynes et adipeux (Hâpy), symboles de la fertilité du sol égyptien. Le hiéroglyphe de la sekhet est souvent porté par ces mêmes dieux Nil, ainsi que des plateaux chargés de pains et des aiguières (=eau).
Le hiéroglyphe de la sekhet accompagne également certains rites très anciens tels que la course royale de la fête-Sed autour des bornes. Elle évoque alors l'antique territoire cynégétique des tribus préhistoriques de la vallée du Nil où se déroulait la chasse de qualification du nouveau chef, à l'origine du rituel jubilaire protohistorique et historique de la fête-Sed.